# Pjetër I. Engjëll
Pjetër I. Engjëll (* 1435 in Drisht; † um 1512) war ein albanischer Condottiere im Dienst Venedigs.

## Herkunft
Die Herkunft der Engjëlli (Pl. von Ëngjëll) ist unklar. Die Familie gehörte wohl dem Patriziat des venezianischen Drisht an, was aus einem venezianischen Dokument aus dem Jahr 1455 hervorgeht, als Andrea I. Ëngjëll (Vater von Pal I.) als „miser“ bezeichnet wurde. Allerdings gibt es kein im Archiv von Venedig aufbewahrtes Dokument über Drisht, das bestätigt, dass sie wie andere albanische Familien einen eigenen Staat besessen haben, was die Nachkommen der Ëngjëlli in der Mitte des 16. Jahrhunderts allerdings behaupteten.

## Leben
Pjetër I. Engjëll war wie sein Bruder Pal I. venezianisch gesinnt und widmete sein Leben dem Kampf gegen die Osmanen. Für die Dienste, die er und sein Bruder Pal I. der Republik geleistet hatten, gewährte ihm der Große Rat am 26. Januar 1470 eine jährliche Provision von 25 Dukaten, die von der Kammer von Drisht am 20. Dezember 1470 auf sechs Dukaten pro Monat festgesetzt wurde. Im Gegensatz zu der jährlichen Provision von 1.000 Dukaten, die sein Schwiegervater Aleks Span von Venedig erhielt, handelte es sich hierbei um einen vergleichsweise bescheidenen Betrag.
Am 10. Juli 1475 gewährten die venezianischen Provisores et sindici Dalmatiæ et Albaniæ Egidio Morosini und Domenico Bollani Pietro das Privileg Familien aufzunehmen, die vor den Osmanen nach Drisht geflohen waren, um dort ihre Felder zu bewirtschaften, und im Gegenzug von den Steuern befreit zu werden, die die Eingesessenen zu zahlen hatten.
Als es den osmanischen Truppen bei der letzten Belagerung von Shkodra Ende August 1478 nicht gelang, die Stadt einzunehmen, befahl Sultan Mehmed II. die Erstürmung der umliegenden Festungen. Lezha, Zabljake und Crnojevića (die beiden letzteren gehören heute zu Montenegro) fielen ebenso wie Drisht (September 1478), dessen Bewohner bis zuletzt gekämpft hatten, was sie durch Gefangennahme bitter bezahlen mussten. 300 von ihnen wurden auf Befehl Mehmeds vor den Mauern von Shkodra enthauptet, eine einschüchternde Geste gegenüber Venedig, sich zu ergeben. Die Familie von Pjetër I. Engjëll (Lucia Span und Kinder) wurde gefangen genommen und deportiert.
Im Auftrag des Generalkapitäns der See (Capitano Generale da Mar) Antonio Loredan begab sich Pjetër I. in das osmanische Lager bei Shkodra, um einen Waffenstillstand auszuhandeln; er gab vor, dem kommandierenden Pascha untertan zu sein, der ihn unter die Mauern der Stadt schickte, um die Verteidiger zur Aufgabe zu bewegen. Dennoch rief er sie unter Einsatz seines Lebens zum Widerstand gegen die Belagerung auf. Offensichtlich gelang ihm die Flucht, denn wir finden ihn im Dezember 1478 in Venedig, wo er den Senat um finanzielle Unterstützung für seinen Lebensunterhalt bat, da er alles verloren habe, was er in Drisht besaß, ohne jedoch anzugeben, was er verloren hatte. Er berichtete auch, dass seine Familie von den Osmanen gefangen genommen und deportiert worden war.
Am 20. Dezember 1478 bewilligte ihm der Senat eine Pension von vier Dukaten monatlich, von der er leben kann, zahlbar von der venezianischen Kammer in Padua, und am 15. März 1479 billigte der Senat wegen seiner und seines Vaters Verdienste sein Gesuch, mit den Osmanen über die Freilassung seiner Frau und seiner Kinder zu verhandeln, und gewährte eine Summe von bis zu 200 Dukaten als Kredit seiner Provision.
Nach dem rumänischen Historiker Francisc Pall soll Pjetër I. Engjëll den aus Shkodra nach Venedig exilierten katholischen Priester Marinus Barletius zur Abfassung der 1510 in Rom erschienenen Historia de vita et gestis Scanderbegi, Epirotarum principis und das gleichzeitig veröffentlichte Compendium vitum Summorum Pontificum vsque ad Marcellum II. Imperatorumque Romanorum […] inspiriert haben, wobei er selbst in der Vorrede bestätigt, dass er dieses Werk auf Wunsch seiner Freunde verfasst habe.
Pjetër I. Engjëll starb um 1512 und hatte mit Lucia Span fünf Kinder: 
- Alessio († vor 1547) schlug eine militärische Laufbahn ein und fiel im Krieg gegen die Osmanen[9]: Alexius Angelus, in bello obiit.[10]
- Paolo II. († 1573 in Briana) schlug eine kirchliche Laufbahn ein und wurde 1513 bis zu seinem Tod Pfarrer von Briana, heute ein Ortsteil der Gemeinde Noale in der Provinz Venedig, als Nachfolger seines entfernten Verwandten Demetrio Franco.
- Andrea II. († 1581 in Rom) schlug eine kirchliche Laufbahn ein, wurde für einige Zeit Rektor der Kirche Sant'Angelo di Scala in der Bistum Padua, gründete um die Mitte des 16. Jahrhunderts die Milizia Aureata Angelica Costantiniano sotto il titolo di San Giorgio und war von 1570 bis zu seinem Tod der erste nachweisbare Großmeister.
- Girolamo (auch Geronimo; * 1505; † 1591) schlug eine militärische Laufbahn ein; 1559 war er Hauptmann der Reitergarde des Heiligen Stuhls und hatte als Mitglied der Bande Neri[Anm. 12] von Giovanni de Medici beträchtliche militärische Erfahrung gesammelt. Er stand noch im päpstlichen Militärdienst, als er im Alter von 86 Jahren bei einer Belagerung in der Lombardei getötet wurde.
- Giovanni Demetrio (* 1499; † 1571) schlug wahrscheinlich eine militärische Laufbahn ein.[Anm. 13]

## Familienverhältnisse
- Andrea I. († 1451) ⚭ Dona Thia (Dorothea)
  - Pal I.
  - Pjetër I. (ital. Pietro, * 1435; † 1511) ⚭ Lucia Span[Anm. 14], die Tochter von Alexis Span, Herr von Drisht[11]
    - Alessio († vor 1545 im Krieg gegen die Osmanen)
    - Paolo II. († 1573), Pfarrer von Briana, Fraktion von Noale
    - Giovanni Demetrio († 1571) ⚭ Francesca Magna
      - Pietro II. (1592) Bevulla ⚭ Lucrezia Bevulla (lat. Bevulca)
      - Giovanni Andrea (*20 mar 1569; † 1592)
      - Giacomo Antonio († nach 1610)

    - Andrea II. († 1581)
    - Girolamo I. (Geronimo; † 1591) ⚭ Orsola (Ursula) Bini (oder Baruzzi)
      - Michele Leone Salvatore (* 25. Februar 1557; † 14. Juli 1623) ⚭ Lucietta Micheli († 1614)
      - Leone † (1591)
      - Pietro III.
      - Andrea III. (* 29. Juni 1578; † 1644) ⚭ ?[Anm. 15]
        - Girolamo II. ⚭ ?
          - Laura († 1756)

        - Pietro IV. (starb jung)
        - Giovanni Andrea († 8. April 1703) ⚭ ? Mandicardi